# Weeds: Music from the Original Series
| Recensione | Giudizio |
| ---------- | -------- |
| AllMusic   | [ 1 ]    |

Weeds: Music from the Original Series è una compilation di autori vari, pubblicata il 13 settembre 2005. È il primo di quattro album contenenti la colonna sonora della serie televisiva Weeds.

## Tracce
1. Malvina Reynolds - "Little Boxes"
2. Nellie McKay - "David"
3. Peggy Lee - "A Doodlin' Song"
4. Sufjan Stevens - "All The Trees of the Field Will Clap Their Hands"
5. Michael Franti & Spearhead - "Ganja Babe"
6. All Too Much - "More Than A Friend"
7. Sons & Daughters - "Blood"
8. The New Pornographers - "The Laws Have Changed"
9. Joey Santiago - "Fake Purse"
10. NRBQ - "Wacky Tobacky"
11. Marion Black - "Who Knows"
12. Martin Creed - "I Can't Move"
13. The Mountain Goats - "Cotton"
14. Joey Santiago - "Birthday Video"
15. Flogging Molly - "If I Ever Leave This World Alive"
16. The Be Good Tanyas - "The Littlest Birds"
17. Hill Of Beans - "Satan Lend Me a Dollar"